# Hydrotaea velutina
Hydrotaea velutina är en tvåvingeart som beskrevs av Jean-Baptiste Robineau-Desvoidy 1830. 
Hydrotaea velutina ingår i släktet Hydrotaea och familjen husflugor. Arten är reproducerande i Sverige.